# Pylaisia hamata
Pylaisia hamata là một loài Rêu trong họ Hypnaceae. Loài này được (Mitt.) Cardot miêu tả khoa học đầu tiên năm 1911.